# Phetine
Phetine (später Landespurch oder Landesperch) bezeichnet eine ehemalige Burganlage und Ansiedlung auf bzw. bei dem Landsberger Schlossberg. Die Anlage wird als Bodendenkmal unter der Aktennummer D-1-7931-0010 im Bayernatlas als „Höhensiedlung der frühen Bronzezeit, der Urnenfelderzeit und der spätrömischen Kaiserzeit, Abschnittsbefestigung der späten Hallstattzeit sowie abgegangene Burg des Mittelalters und der frühen Neuzeit („Burg Landsberg“)“ geführt.

## Geschichte
Die erste urkundliche Erwähnung der Siedlung Phetine geschah im Jahre 1135, die Siedlung besaß das Marktrecht des Klosters Sandau. Im Jahre 1160 wurde durch den bayerischen Landesherrn Heinrich dem Löwen eine Burg gebaut, die später die Namen Landespurch oder Landesperch trug. Die Burg diente zum Schutz der Grenze des welfischen Herzogtums Bayern zum Hochstift Augsburg. Weitere Funktionen der Burganlage war die Sicherung einer wichtigen Handelsstraße über den Lech sowie die Funktion einer Vogtburg des Klosters Wessobrunn.
Das 1160 errichtete „castrum phetine“ wurde 1422–1425 sowie 1597 aus- und umgebaut; 1774 wurde die Anlage bei einem Unwetter schwer beschädigt. Zwischen 1800 und 1810 wurde die Burg abgebrochen.
Koordinaten: 48° 2′ 56″ N, 10° 52′ 41,2″ O
Siehe auch: Pfetten